# Пача (приток Томи)

Пача — река в России, протекает в Кемеровской области. Устье реки находится в 218 км от устья по правому берегу реки Томь, в селе Пача. Длина реки составляет 32 км.

## Бассейн
- 3 км: Глухая
  - ? км: Малая Глухая
- 10 км: Власкова
- ? км: Грязнуха
- 17 км: Большая Яшка (Яшкин)
  - ? км: Малая Яшка
- ? км: Боровая
- ? км: Крутая

## Данные водного реестра
По данным государственного водного реестра России относится к Верхнеобскому бассейновому округу, водохозяйственный участок реки — Томь от города Кемерово и до устья, речной подбассейн реки — Томь. Речной бассейн реки — (Верхняя) Обь до впадения Иртыша.